# Acquaroni
 Acquaroni (fl. XIX secolo) è stato un pittore e incisore italiano, noto come vedutista di Roma.
La tradizione in passato riconosceva l'esistenza di un Antonio Acquaroni, zio di Giovanni e/o Giuseppe Acquaroni. Secondo il Benezit, si tratterebbe invece della stessa persona. Ad ogni modo, la produzione pittorica consiste prevalentemente in vedute e scorci romani, frequentemente utilizzati nelle pubblicazioni dell'epoca sulla città.